# 봉욱
봉욱(奉旭, 1965년 7월 24일 ~ )은 대한민국의 검사 출신 변호사, 정무직공무원이다.

## 학력
- 여의도고등학교
- 서울대학교 법학 학사

## 경력
- 1987.10: 제29회 사법시험 합격
- 1990: 제19기 사법연수원 수료
- 1993.03 ~ 1995.02: 서울지방검찰청 형사4부 검사
- 1995.02 ~ 1997.02: 수원지방검찰청 여주지청 검사
- 1997.02 ~ 1997.08: 부산지방검찰청 검사
- 1997.08 ~ 1999.08: 법무부 검찰2과 검사
- 1999.08 ~ 2000.03: 서울지방검찰청 북부지청 검사
- 2000.03 ~ 2002.02: 대통령비서실 법무이사관
- 2002.02 ~ 2002.08: 대전지방검찰청 부부장검사
- 2002.08 ~ 2003.08: 청주지방검찰청 제천지청장
- 2003.08 ~ 2005.04: 대검찰청 검찰연구관
- 2005.04 ~ 2007.02: 대검찰청 첨단범죄수사과장
- 2007.02 ~ 2008.03: 대검찰청 정책기획과과장
- 2008.03 ~ 2009.01: 서울중앙지방검찰청 금융조세조사1부장검사
- 2009.01 ~ 2009.08: 수원지방검찰청 여주지청장
- 2009.08 ~ 2010.07: 대검찰청 공안기획관
- 2010.07 ~ 2011.09: 서울서부지방검찰청 차장검사
- 2011.09 ~ 2012.07: 부산지방검찰청 동부지청장
- 2012.07 ~ 2013.04: 법무부 인권국 국장
- 2013.04 ~ 2013.12: 법무부 기획조정실장 (검사장)
- 2013.12 ~ 2015.02: 울산지방검찰청 검사장
- 2015.02 ~ 2015.12: 법무부 법무실장
- 2015.05: 사법연수원 운영위원회 위원
- 2015.12 ~ 2017.05: 서울동부지방검찰청 검사장
- 2017.05.21 ~ 2019.06.27: 대검찰청 차장검사 (고등검사장)
- 2019 ~ 2022.10: 변호사봉욱법률사무소 변호사
- 2021.06 ~ 2025.06: 대한상사중재원 국제중재인
- 2022.10 ~ 2025.06: 김앤장 법률사무소 변호사
- 2023.05 ~ 2025.06: 재단법인 백선엽장군기념재단 자문위원 겸 백선엽장군기념사업회 이사
- 2023.11 ~ 2025.06: 국립중앙박물관회 이사
- 2025.06 ~ : 민정수석비서관

## 가족
- 아버지: 봉종현(奉鍾顯) - 한국장기신용은행 은행장 역임
- 어머니: 유가매 - 서양화가
  - 여동생: 봉주희 - 뉴저지공과대학 교수
- 장인: 예상해(芮祥海) - 인천지방법원 부장판사 역임
  - 배우자: 예주연
  - 처형: 예지희(芮知希) - 서울북부지방법원 부장판사